# Концентрациони логор
Концентрациони или сабирни логор је врста затвора која је створена за политичке противнике, припаднике појединих етничких или религијских група, цивила из критичног војног подручја или било коју групу људи. Концентрациони логори најчешће се стварају током рата, и затвореници налазе се у притвору најчешће без појединачног судског процеса, већ по неким ширим критеријумима.

## Историја
Први концентрациони логор појавио се за време Трећег кубанског рата за независност (1895—1898), када је шпански војни гувернер Валеријано Вејлер наредио присилно исељавање и затварање сељака и њихових породица са подручја где су деловали кубански побуњеници. Због лоших услова и претрпавања умрло је много затвореника.
Британци су користили концентрационе логоре за време Бурског рата (1899—1902), у којима су затварали жене и децу у 31 логора широм Јужноафричке Републике. Због лоших услова живота у логорима и слабе исхране умрло је преко 28.000 жена и деце.

## Логори у 20. веку
Аустроугарска је током Првог светског рата интернирала неколико десетина хиљада присталица ослободилачких покрета поробљених народа. Један од највећих концентрационих логора у Аустроугарској су биле Јиндриховице, Терезијенштат, Арад, Сопрањск и Добој. Истовремено су Британци затварали Немце британске држављане. У СССРу је у раздобљу култа личности од 1923. у радне логоре на северу земље депортовано је, поред криминалаца и људи који су се стварно огрешили о законе нове револуционарне власти и много недужно окривљених жртава стаљинистичког насиља. После 1945. тамо су послати колаборационисти и војници разних фашистичких формација.
Између два рата фашистички и диктаторски режими оснивају концентрационе логоре ради обрачуна са политичким противницима (Немачка, Италија, Шпанија и др.) После шпанског грађанског рата (1936—1939) затварани су антифашисти и борци републиканских снага у логорима што их је основао фашистички режим генерала Франциска Франка. У Француској је 1939. интернирано око 500.000 шпанских републиканских бораца и избеглица. У Италији за време фашизма 1925—1943. (које су после капитулације Италије у северној Италији преузели Немци) били су Липарска острва, Тревизо, Трст, Падова, Скадар, Раб у којима је са територије Италије, Југославије и Албаније било смештено око 150.000 југословенских држављана, не рачунајући интернирце Истре, Трста и Горице пре 1941.

## Нацистички логори
Дошавши на власт у Немачкој 1933, нацисти су одмах приступили ликвидирању политичких противника. На иницијативу председника пруске владе и шефа пруске тајне полиције Хермана Геринга формирани су концентрациони логори Дахау, Матхаузен, Бухенвалд, Равенсбрик, Флосенбург. Формално су то били казнено-радни логори, али су у њима биле мучене и убијане присталице радничких странака (Комунистичке и Социјалдемократске странке Немачке и Аустрије) и Јевреји. Од 1936.власт над логорима преузео је Рајхфирер СС трупа Хајнрих Химлер и СС Totenkopfvebände (СС одреди мртвачких глава).
Током Другог светског рата обе стране држале су концентрационе логоре, но силе Осовине користиле су концентрационе логоре за масовно истребљивање непожељних етничких скупина (нпр. Јевреји, Роми (по фашистичким теоријама расно безвредни и непожељни), Словени), као и политичких непријатеља. Од 1939. до 1945. број логора се повећавао, а нарочито логора за непосредно ликвидирање затвореника, од којих су најпознатији они на територији окупиране Пољске (Освјенцим (Аушвиц), Треблинка, Мајдан и др.). Службено они су били Sonderlager (посебни логори), а неслужбено Vernichtungslager (логори уништења). Укупан број оба типа логора, њихових испостава, гета и радних логора било је у Немачкој и окупираним земљама око 2000. Затвореници су радили као робовска радна снага у ратној индустрији.
Изгладнели и злостављани масовно су умирали од болести и изнемоглости. На многима су вршени и медицински експерименти (вивисекција, стерилизација, кастрација, цепљење заразним бактеријама, провера неиспитаних лекова). Болесни, немоћни и неспособни за рад, уколико нису ликвидирани на путу, убијани су у логору, а транспорти заробљеника за непосредну ликвидацију, одмах по доласку, одлазили су у гасне коморе и крематоријуме. Убијеним су вађени златни зуби, а женска коса је коришћена у индустрији.
Рачуна се да је у тим логорима убијено 11.000,000 логораша, од тога 6 милиона Јевреја. Задужен за "кончано решење јеврејског питања" (Endlösung der Judenfragen) имао је Адолф Ајхман (осуђен и погубљен у Израелу 1962).
У логорима су деловале и илегалне антифашистичке организације, које су организовале, саботаже, бегове и побуне, те припремале затворенике за тренутак ослобођења.

## Логори у Југославији
По угледу на Немачку и Италију Краљевина Југославија је почела отварати концентрационе логоре за антифашисте и комунисте (1935—1941). Први такав логор отворен је 1935. у Вишеграду. Неке су преузели за време окупације Немци, односно квислиншки режими, сарадници окупатора, усташе у Хрватској и Недићева Специјална полиција у Србији.
Током рата (1941—1945) квислиншки режими су претворили ове логоре у установе за мучење и убијање људи. У наставку дат је преглед свих логора на територији Југославије по азбучном реду:
Бањица крај Београда (5. јула 1941 — новембар 1944, је логор који је био под управом Недићеве Специјалне полиције, под врховним надзором немачког Гестапоа. Рачуна се да је од око 100.000 затвореника убијено око 80 хиљада. Присталице НОП-а стрељани су Јајинцима (где је крајем 1943. окупатор спалио 68.000 лешева) и у Јабуци код Панчева део бањичких логораша убијен је у и у аутомобилима-гасним коморама.
Билећа (јануар-новембар 1940). На основу противуставне уредбе владе из 1939, без судске пресуде управно-полицијске власти слале су у овај логор комунисте и антифашисте.
Даница у Копривници (после априла 1941). До првог ослобођења Копривнице у новембру 1943. усташе су ликвидирале неколико хиљада људи.
Ђаково У Славонији од априла 1941. логораше (већином Јевреје) усташе су деломично побиле, а већим делом транспортовали на ликвидирање у концентрациони логор Јасеновац.
Јадовно код Госпића отворен априла 1941. Усташе су од маја до августа 1941. ликвидирале око 72.000 логораша, који су затим бачени у јаму Јадовно, а делимично и у јаму крај села Ступачиново. Један део логораша превезен је на ликвидирање у друге логоре.
Јасеновац (1941—45), је највећи концентрациони логор у окупираној Југославији, који су усташе основале у тзв НДХ у лето 1941, по угледу на нацистичке логоре за масовно уништавања људи. У логору су примењиване методе понижавања, терора и дивљег уништавања мушкараца, жена и деце, убијање затвореника хладним и ватреним оружјем, изгладњавањем до смрти (у „Звонари"), вешање и спаљивање у тзв. Пицилијевим пећима (названим по инг. Пицилију, заповеднику радне службе у логору) до масовних убијања на „Гранику“ где су усташе измрцварене жртве бацали у Саву. У овом логору убијено је неколико стотина хиљада Срба, Јевреја, Рома и Хрвата. У устанку 23. априла 1945 погинуло је око 2000 логораша, а спасло их се само неколико стотина.
Јастребарско (од 1941). Усташе су убиле неколико хиљада затвореника.
Керестинец (од 1940 до јула 1941). У тај су логор полицијске власти слале антифашисте и комунисте у конфинацију, а после слома Југославије преузеле су га усташе. Међе првима су стрељани Огњен Прица, Отокар Кершовани., Божидар Аџија и још 7 комуниста. Након неуспелог бега преосталих 86 логораша, већина њих је ликвидирана.
Лепоглава, затвор, а од 1940 и концентрациони логор, у који су смештани комунисти и антифашисти из Хрватске без суђења. У априлу 1941 предат је усташама са политичким затвореницима. У јулу 1943 јединице НОВЈ су га заузеле и ослободиле око 100 затвореника.
Молат. За време италијанске окупације у току Другог светског рата на острву се налазио велики концентрациони логор, у којем су били затворене породице, осумњичене као помагачи НОПа
Паг (Слано: од 1941)). Усташе су ликвидирале неколико хиљада затвореника.
Раб. Италијански фашисти су на острву основали концентрациони логор у којем је у часу капитулације Италије септембра 1943. било затворено 4.390 људи. После ослобођења њих око 900 формирало је Рабску бригаду, која је касније пребачена на копно у саставу НОВЈ.
Сајмиште (старо), немачки концентрациони логор у Земуну (1941—1944). Под управом Гестапоа иако је Земун октобра 1941 предат НДХ., Немци су задржали своју управу. Од 90.000 затвореника настрадало је око 40.000 (најпре Јевреја, а затим бораца НОВЈ и антифашиста.
Сисак, од 1941 ликвидирано неколико хиљада људи. Постојао је и посебан, Дечји логор у Сиску у коме је убијено између 1.300 и 3.000 деце.
Смедеревска Паланка (1940 и 1942-44). Основан 1940, када су у њега затварани без суђења антифашисти и комунисти. У време немачке окупације био је то тзв. „Завод за принудно васпитање омладине“. Чувала га је колаборационистичка Српска државна стража, под контролом Специјалне полиције и немачког Гестапоа. Затвореним омладинцима (1270 логораша) држали су профашистички колаборационисти предавања да их преваспитају.
Сремска Митровица (од 1941). Од усташких власти у том логору је страдало око 10.000 затвореника. Августа 1941 уз помоћ КПЈ успела је побећи група антифашиста.
Стара Градишка (1941—1944) је у правом смислу била филијала концентрационог логора у Јасеновцу. У њој су усташе побиле око 75.000 људи већином антифашиста Срба, Јевреја и Хрвата.
Хрушћица, код Травника (од 1941). Затворенике већином Јевреје усташе су их мањим делом побиле, а већину су транспортовали у логор уништења Јасеновац
Црвени крст у Нишу (1941—1944). Затварани су Срби, Јевреји, симпатизери НОПа, заробљени партизани, углавном из источне Србије. Од 20.000 затвореника око 10.000 је стрељано на оближњем брду Бубањ. Логором је управљала Недићева Специјална полиција уз надзор Гестапоа. За време побуне у фебруару 1942. успело је побећи око 100 затвореника, док су многи тада погинули.
Шабац. Крајем септембра 1941. немачка војска основала је концентрациони логор, кроз који је прошло око 30.000 становника Мачве. Затвореници су углавном узимани као таоци са стрељање из одмазде.